# DecoTurf
DecoTurf er en hardcourt overflade der især benyttes til tennisbaner. Dækket består af forskellige lag af akryl, gummi, silicium og andre materialer. Det installeres på asfalt eller andre hårde overflader. Gulvbelægningen er fremstillet hos det Andover, Massachusetts-baserede selskab Decosystems, et datterselskab af California Products Corporation.